# Scrupocellaria obtecta
Scrupocellaria obtecta är en mossdjursart. Scrupocellaria obtecta ingår i släktet Scrupocellaria och familjen Candidae.
Artens utbredningsområde är Röda havet. Inga underarter finns listade i Catalogue of Life.